# Giulio Alfieri (Automobilingenieur)
Giulio Alfieri (* 10. Juli 1924 in Parma; † 20. März 2002 in Modena) war ein italienischer Automobil- und Zweiradingenieur. Alfieri prägte in den 1950er- und 1960er-Jahren die Modelle des Sportwagenherstellers Maserati; in der Geschichte der Marke wird diese Phase vielfach als „die Alfieri-Ära“ bezeichnet.

## Leben
Alfieri studierte am Polytechnikum Mailand. Nach dem Abschluss der Ausbildung arbeitete er zunächst in der Schiffsindustrie; hier entwickelte er Dampfturbinen. 1949 wechselte er zu Innocenti, wo er sich mit der Konstruktion von Motorrollern vom Typ Lambretta beschäftigte.
Ab dem 1. August 1953 arbeitete Alfieri für Maserati. Dort übernahm er 1955 den Posten des Chefingenieurs. Er zeichnete für die Technik einer Vielzahl bekannter und erfolgreicher Renn- und Straßensportwagen verantwortlich. Zu den von Alfieri konstruierten Rennwagen gehören das Formel-1-Modell 250F, der 300S und der Birdcage. Der 250F wird in der Literatur vielfach als Alfieris bestes Werk angesehen.
Mitte der 1950er-Jahre konstruierte Alfieri den 3500 GT, das erste in größeren Stückzahlen produzierte Modell Maseratis. Er hielt das Coupé, das für den Fortbestand der Marke von zentraler Bedeutung war, für seine beste Konstruktion. Weitere Straßensportwagen von Alfieri waren der Sebring, der Mistral, der Mexico, der Indy, der Quattroporte I, der Ghibli. Nach der Übernahme Maseratis durch Citroën übernahm Alfieri auch Entwicklungsarbeiten für den französischen Automobilhersteller. So konstruierte er unter anderem den Sechszylindermotor für den Citroën SM. Für Maserati entstand zudem der Bora, der erste Mittelmotor-Sportwagen der Marke. Alfieris letzte Maserati-Konstruktion war der Khamsin, ein klassischer Gran Turismo.
Als Maserati 1975 von Alejandro de Tomaso übernommen wurde, endete Alfieris 20-jährige Tätigkeit für das Modeneser Unternehmen. De Tomaso hatte bereits 1968 versucht, Maserati von den damaligen Eignern, der Familie Orsi, zu übernehmen. Das Vorhaben war in erster Linie am Widerstand Giulio Alfieris gescheitert. Nachdem de Tomaso im August 1975 das Unternehmen schließlich gekauft hatte, entließ er Alfieri noch am Tag der Geschäftsübernahme. Sein Nachfolger wurde Aurelio Bertocchi, der Sohn des langjährigen Maserati-Testfahrers Guerrino Bertocchi.
Alfieri wechselte daraufhin zu Lamborghini, wo er an der Entwicklung der S-Version des Countach sowie des Silhouette und seines Nachfolgers Jalpa 3500 mitwirkte. Alfieri war zudem an den ersten Überlegungen für einen Lamborghini-Geländewagen beteiligt. Aus diesem Projekt, das 1977 begann, wurde später der LM002. Alfieri blieb bis 1987 bei Lamborghini. Vorübergehend war er auch für Laverda tätig.

## Galerie: Alfieris Konstruktionen

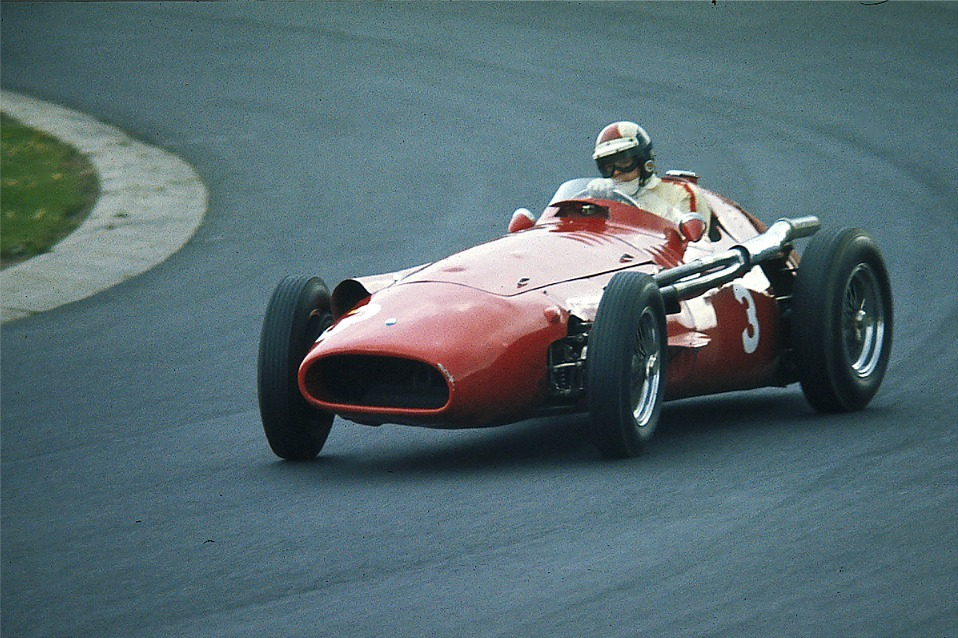
Maserati 250F
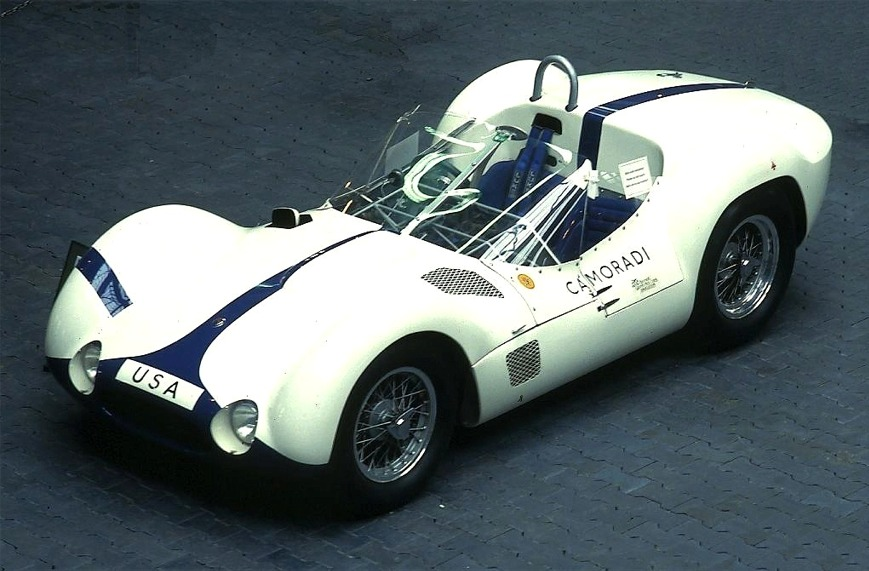
Maserati „Birdcage“
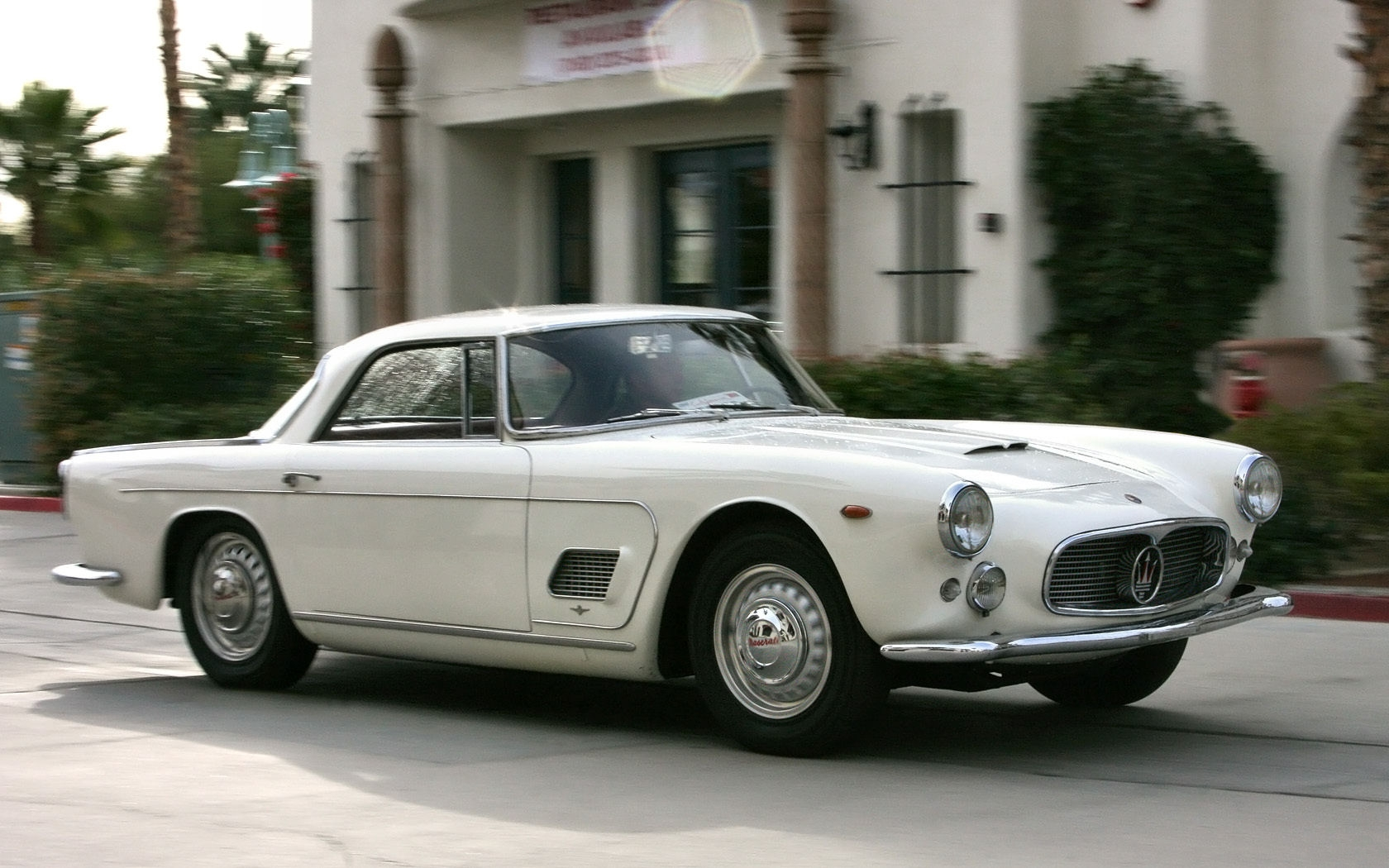
Maserati 3500 GT
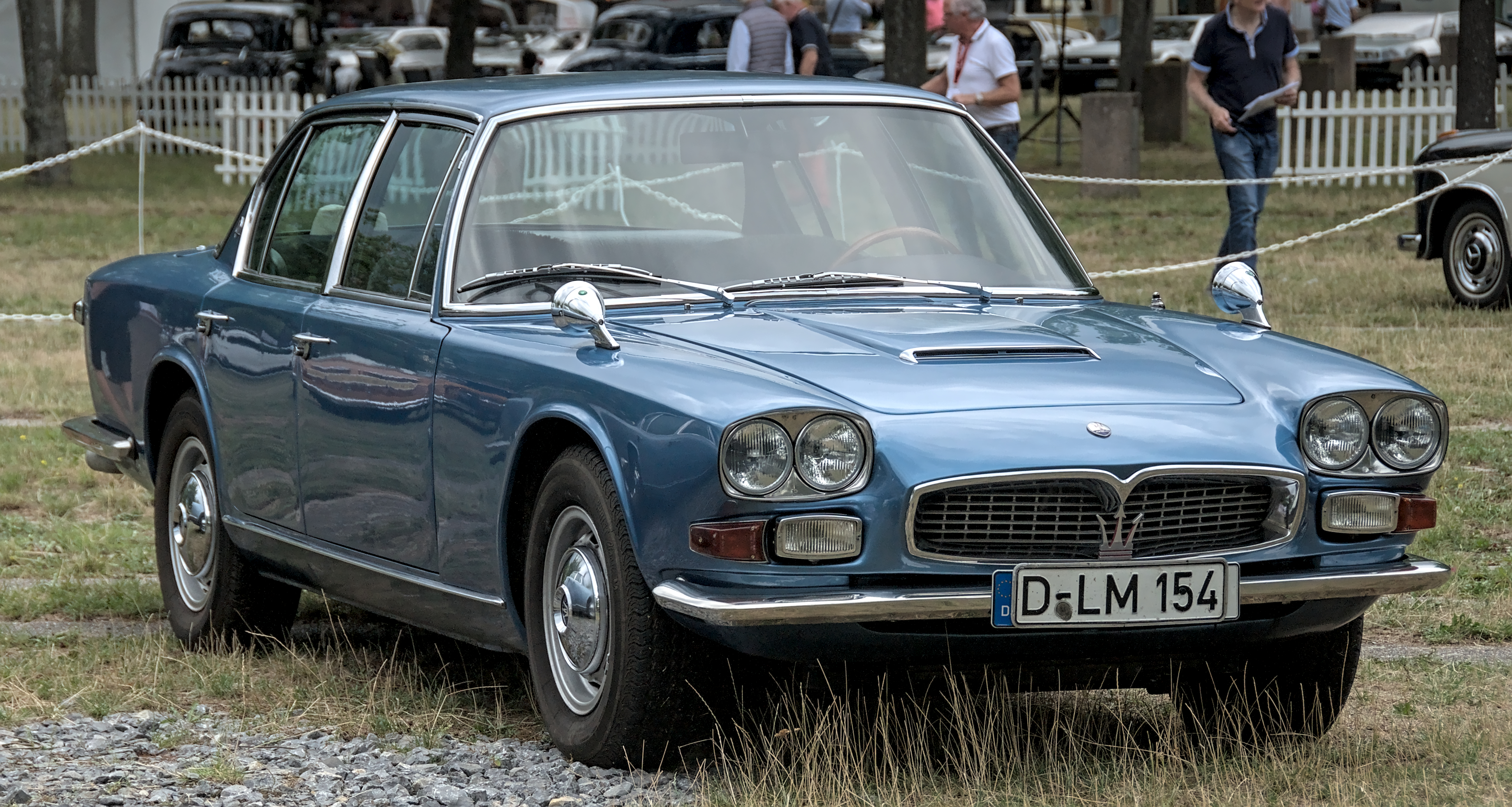
Maserati Quattroporte I
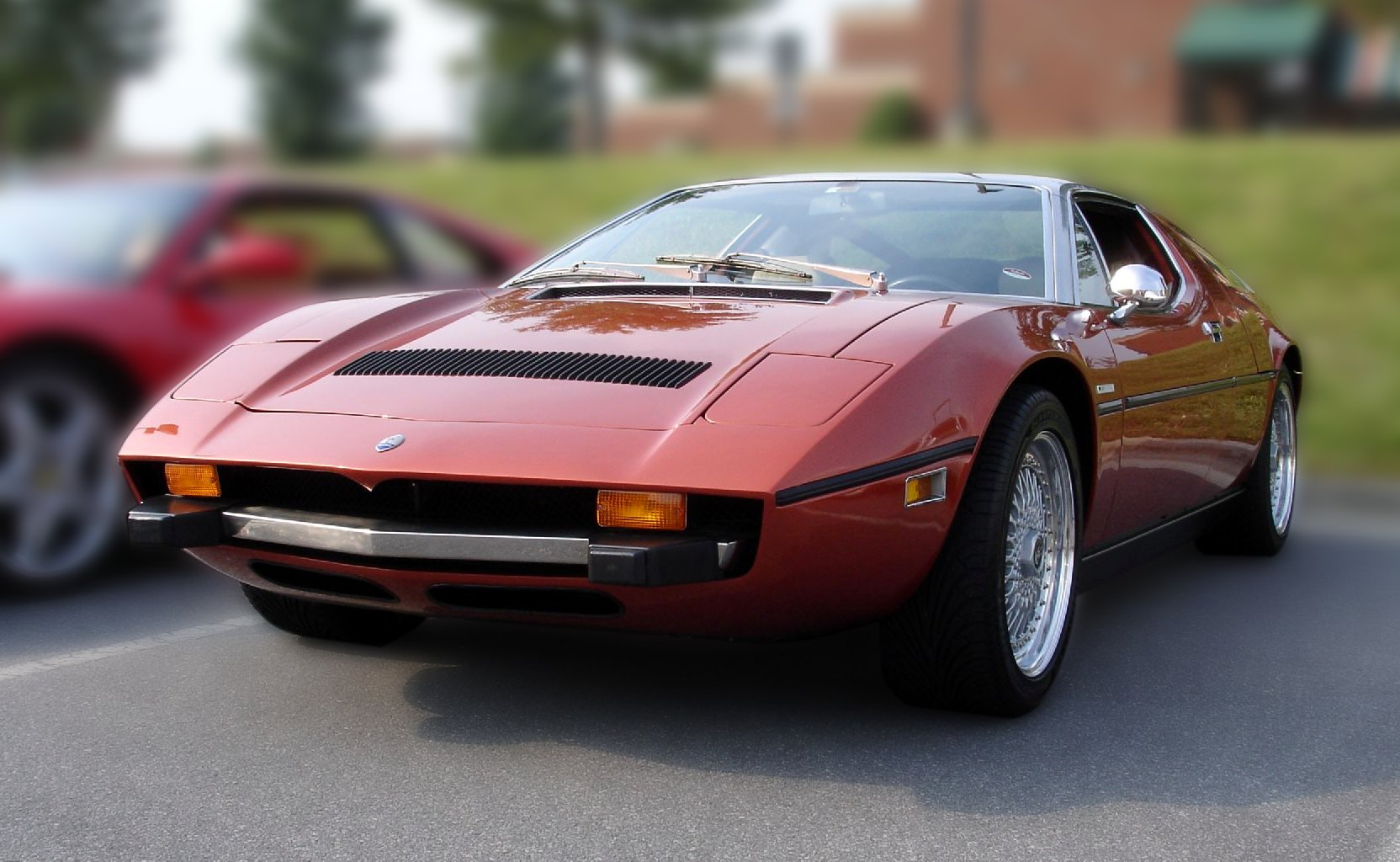
Maserati Bora
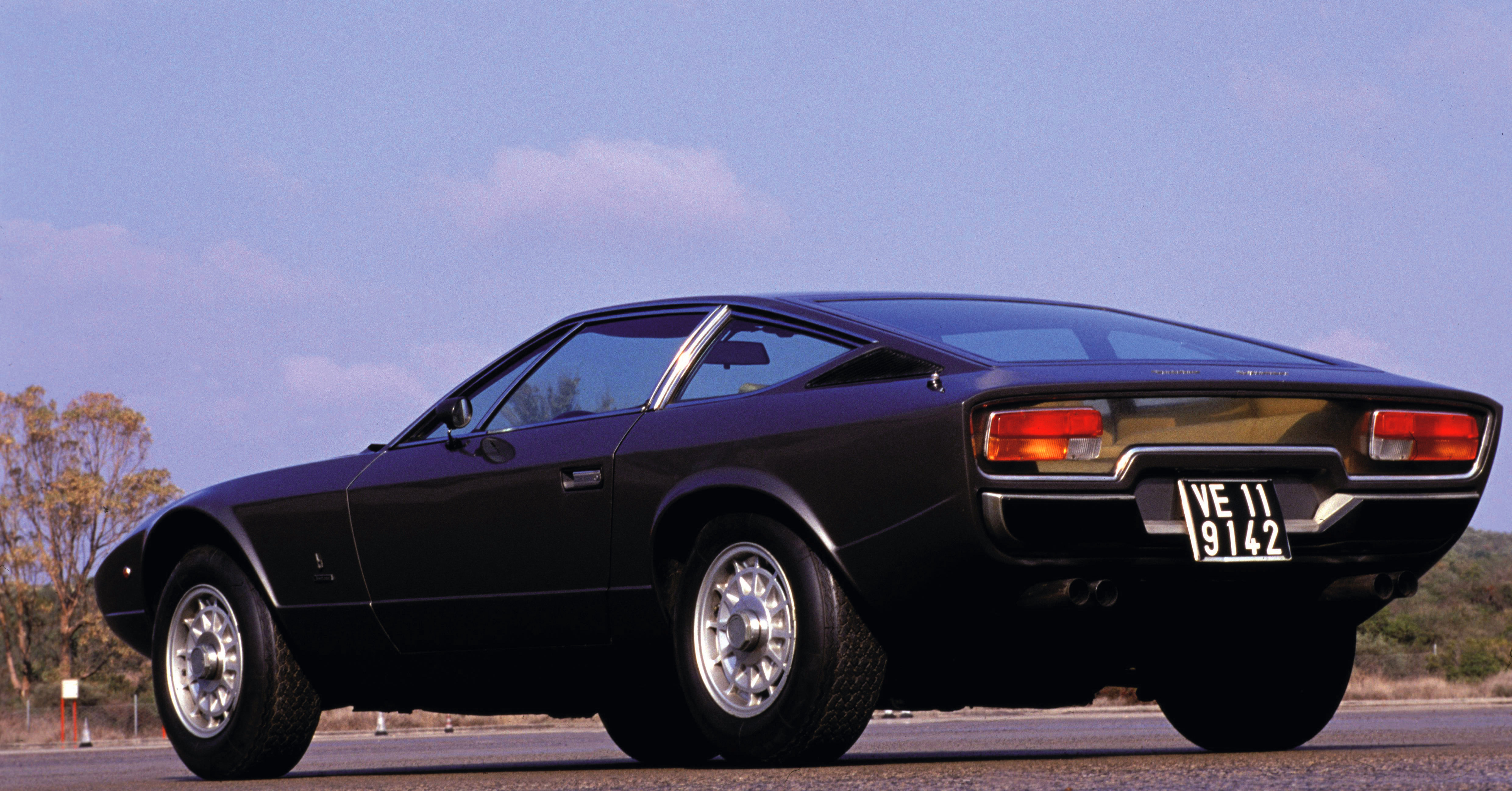
Maserati Khamsin
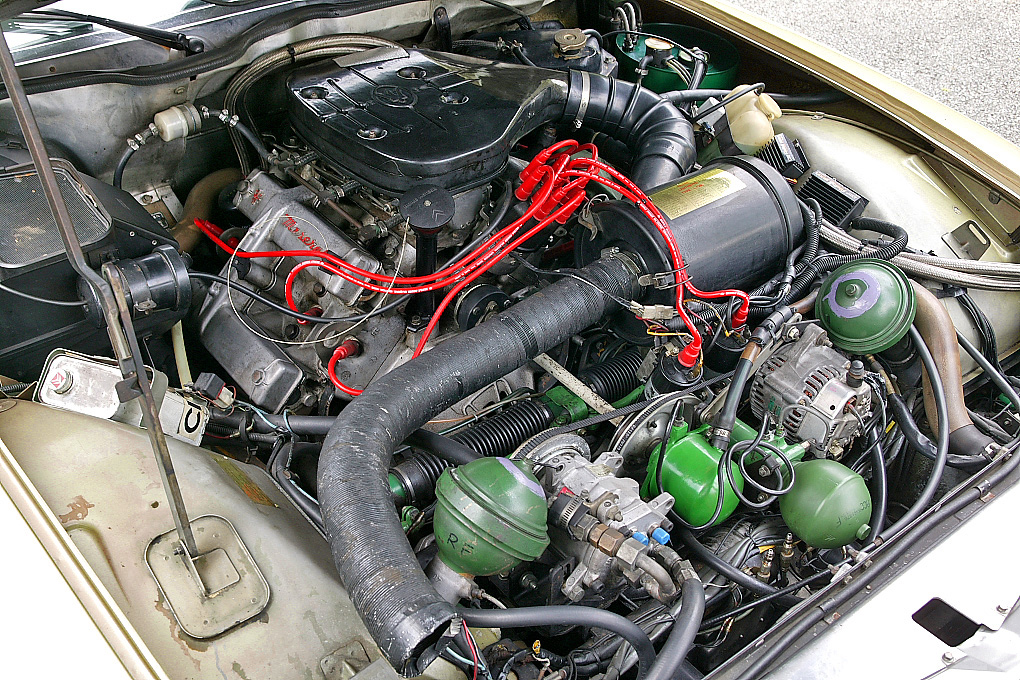
Motor des Citroën SM
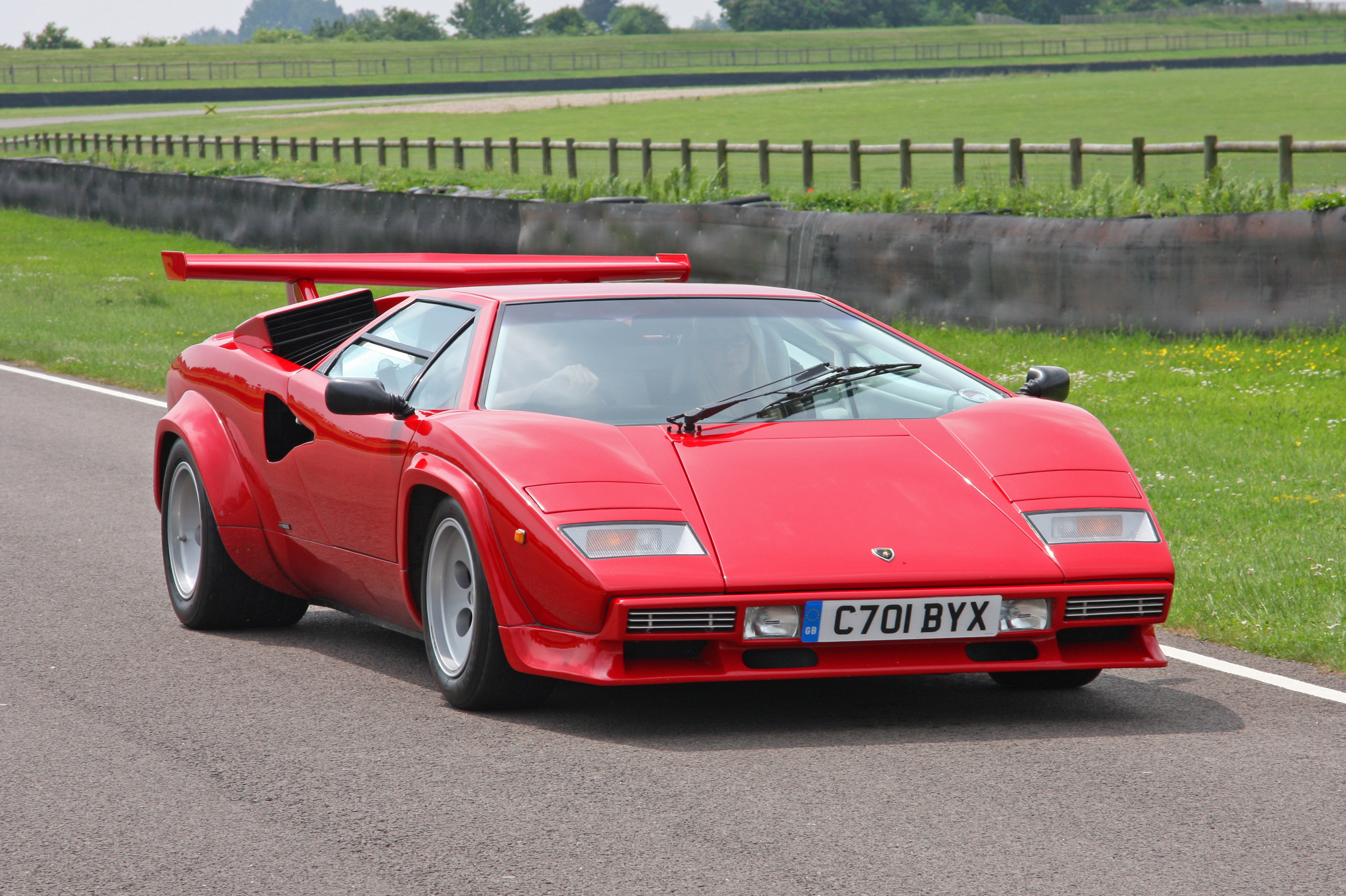
Lamborghini Countach S